# Parafia bł. Marceliny Darowskiej w Łomiankach
Parafia pw. bł. Marceliny Darowskiej w Łomiankach – parafia rzymskokatolicka znajdująca się w dekanacie kampinoskim, archidiecezji warszawskiej, metropolii warszawskiej Kościoła katolickiego, w Łomiankach, obsługiwana przez księży diecezjalnych. Jest to jedyna w Polsce parafia pod wezwaniem bł. Marceliny Darowskiej. 
Parafia została erygowana w 1996. 

## Kościół parafialny
Obecny kościół parafialny pochodzi z pierwszych lat XXI wieku. Mieści się przy ulicy Sobieskiego, w dzielnicy Buraków.